# 5 Pułk Piechoty Obrony Krajowej
Pułk Piechoty Obrony Krajowej Pola Nr 5 (LIR. Pola Nr 5) – pułk piechoty cesarsko-królewskiej Obrony Krajowej.

## Historia pułku
1 maja 1889 roku został sformowany Kraińsko-pobrzeżny Pułk Piechoty Obrony Krajowej Nr 5 (niem. Krainerisch-küstenländisches Landwehr-Infanterie-Regiment Nr. 5). W skład pułku włączono pięć samodzielnych dotąd batalionów, a mianowicie:
- Kraiński Batalion Strzelców Obrony Krajowej Rudolfswerth Nr 24 w Lublanie (utworzony w 1869 roku w Novo mesto, niem. Rudolfswerth),
- Kraiński Batalion Strzelców Obrony Krajowej Laibach Nr 25 w Lublanie (utworzony w 1869 roku),
- Pobrzeżny Batalion Strzelców Obrony Krajowej Triest Nr 72 w Trieście (utworzony w 1869 roku),
- Pobrzeżny Batalion Strzelców Obrony Krajowej Mitterburg (Pisino) Nr 73 w Poli (utworzony w 1869 roku Pazinie, wł. Pisino),
- Pobrzeżny Batalion Strzelców Obrony Krajowej Görz Nr 74 w Gorycji (utworzony w 1872 roku).

Sztab pułku stacjonował w Lublanie (niem. Laibach). Wszystkie bataliony włączone w skład pułku zachowały dotychczasową numerację i nazwy własne pochodzące od nazw miejscowości, w których zostały utworzone. Bataliony były jednostkami ewidencyjnymi. Na stanowisko komendanta pułku został wyznaczony płk Rudolf Gall von Gallenstein, dotychczasowy komendant Czeskiego Batalionu Piechoty Obrony Krajowej Čáslau Nr 31 w Čáslau. Pełniąc obowiązki komendanta pułku pozostawał oficerem Batalionu Obrony Krajowej Rudolfswerth Nr 24.
W 1894 roku, w związku z wprowadzeniem nowej organizacji c. k. Obrony Krajowej, dokonano następujących zmian organizacyjnych:
- oddział otrzymał nazwę „Pułk Piechoty Obrony Krajowej Triest Nr 5”,
- sztab pułku został przeniesiony z Lublany do Triestu,
- Bataliony Obrony Krajowej Rudolfswerth Nr 24 i Laibach Nr 25, stacjonujące w Lublanie, zostały włączone w skład Pułku Piechoty Obrony Krajowej Klagenfurt Nr 4,
- pozostałe trzy bataliony otrzymały nową numerację, obowiązującą w ramach pułku, a mianowicie: dotychczasowy Batalion Obrony Krajowej Triest Nr 72 został 1. batalionem, Batalion Obrony Krajowej Görz Nr 74 – 2. batalionem, a Batalion Obrony Krajowej Mitterburg (Pisino) Nr 73 – 3. batalionem[4].

Pułk został podporządkowany Komendzie Brygady Piechoty Obrony Krajowej w Grazu (niem. Landwehr-Infanterie-Brigade-Commando in Graz), która w 1900 roku została podporządkowana Komendzie Dywizji Obrony Krajowej w Grazu (niem. Landwehr-Truppen-Divisions-Commando in Graz).
Z dniem 1 października 1905 roku komenda pułku razem z 1. i 3. batalionem została przeniesiona do Poli, drugi batalion pozostał w Gorycji (niem. Görz). Równocześnie oddział został przemianowany na 5. Pułk Piechoty Obrony Krajowej Pola. Pułk był kompletowany w okręgu uzupełnień Obrony Krajowej Pola. W 1908 roku 2. batalion został przeniesiony z Gorycji do Poli.
Od 1912 roku pułk był kompletowany w okręgu uzupełnień Obrony Krajowej Triest na terytorium 3 Korpusu.
Do 1914 pułk stacjonował w Poli i wchodził w skład 44 Brygady Piechoty Obrony Krajowej należącej do 22 Dywizji Piechoty Obrony Krajowej.
Kolory pułkowe: trawiasty (grasgrün), guziki srebrne z numer „5”. 
W lipcu 1914 roku skład narodowościowy pułku: 45% – Słoweńcy, 27% – Chorwaci i Serbowie, 27% – Włosi.
W czasie I wojny światowej pułk walczył z Rosjanami w końcu 1914 i na początku 1915 roku w Galicji, głównie w okolicach Brzeska.
W 1917 roku oddział został przemianowany na Pułk Strzelców Nr 5 (niem. Schützenregiment Nr. 5).

## Żołnierze
Komendanci pułku
- płk Rudolf Gall von Gallenstein (1889[13]–1894 → komendant 94 Brygady Piechoty)
- ppłk / płk Camillo Obermayer von Marnach (1894[4]–1900 → komendant 60 Brygady Piechoty)
- ppłk / płk Alois Zobel (1900–1904)
- płk Georg Klikiċ (1904–1906 → stan spoczynku)
- płk Maximilian Guilleaume (1906)
- płk August Hajeck (1906–1911 → komendant 51 Brygady Piechoty Obrony Krajowej)
- płk Richard Keki (1911–1915[3] → komendant 41 Brygady Piechoty Obrony Krajowej)

Oficerowie
- ppor. rez. Franciszek Uhrynowicz